# Fox Harbour (Nouvelle-Écosse)
Pour les articles homonymes, voir Fox Harbour.
Fox Harbour est une communauté rurale du comté de Cumberland en Nouvelle-Écosse au Canada. Elle est située sur une péninsule s'étendant dans le détroit de Northumberland.

## Annexe